# Gambara (Italie)
Pour les articles homonymes, voir Gambara.
Gambara est une commune italienne d'environ 4 800 habitants, située dans la province de Brescia, dans la région Lombardie, dans le Nord-Est de l'Italie.

## Administration
| Période                                  | Période | Identité | Étiquette | Qualité |
| ---------------------------------------- | ------- | -------- | --------- | ------- |
|                                          |         |          |           |         |
| Les données manquantes sont à compléter. |         |          |           |         |

### Hameaux
Corvione

### Communes limitrophes
Asola, Fiesse, Gottolengo, Isorella, Ostiano, Pralboino, Remedello, Volongo